# Whisky-Gletscher
Der Whisky-Gletscher ist ein 16 km langer Gletscher im Nordwesten der westantarktischen James-Ross-Insel. Er fließt in nordwestlicher Richtung aus dem Gebiet um die Massey Heights und den Stickle Ridge zur Whisky Bay.
Das UK Antarctic Place-Names Committee benannte ihn 2006 in Anlehnung an die Benennung der gleichnamigen Bucht.